# Doug Hamilton
Douglas „Doug“ Hamilton (* 19. August 1958 in Toronto) ist ein ehemaliger kanadischer Ruderer, der 1985 den Weltmeistertitel im Doppelvierer gewann.

## Karriere
Der 1,86 m große Doug Hamilton belegte bei den Weltmeisterschaften 1983 in Duisburg zusammen mit Mike Hughes, Phil Monckton und Bruce Ford den vierten Platz im Doppelvierer hinter den Booten aus der BRD, der DDR und den Italienern. Von den vor den Kanadiern platzierten Booten war nur der Doppelvierer aus der DDR bei den Olympischen Spielen 1984 in Los Angeles nicht am Start. Aus den Vorläufen qualifizierten sich die Westdeutschen und die Australier direkt für das Finale. Die Kanadier belegten im Vorlauf den dritten Platz hinter den Deutschen und den Italienern und siegten dann im Hoffnungslauf. Im Finale gewannen die Deutschen vor den Australiern, dahinter erkämpften die Kanadier die Bronzemedaille vor den Italienern.
1985 wurde der kanadische Doppelvierer umbesetzt, zu Doug Hamilton rückten Robert Mills, Paul Douma und Melvin LaForme ins Boot. Bei den Weltmeisterschaften 1985 in Hazwinkel siegten die Kanadier mit 0,28 Sekunden Vorsprung vor dem Boot aus der DDR, dahinter erhielt der Doppelvierer aus der Tschechoslowakei die Bronzemedaille. Ein Jahr später siegte bei den Weltmeisterschaften 1986 in Nottingham der Doppelvierer aus der Sowjetunion vor den Polen, dahinter erruderten die vier Kanadier Bronze. 1987 siegte der Doppelvierer aus der UdSSR bei den Weltmeisterschaften 1987 in Kopenhagen vor den Norwegern, dahinter gewannen Hamilton, Mills, Douma und LaForme wie im Vorjahr Bronze. Bei den Olympischen Spielen 1988 in Seoul verpassten die vier Kanadier als Letzte des Halbfinales das A-Finale und belegten als Dritte des B-Finales insgesamt den neunten Platz.
Doug Hamilton graduierte 1980 an der Queen’s University und schloss dort 1983 sein Jurastudium ab, 1987 schloss er auch ein Anschlussstudium an der Universität London ab. Nach seinem Karriereende 1988 spezialisierte er sich auf Umwelt- und Gesundheitsrecht und arbeitete in einer großen Kanzlei. Doug Hamilton ist mit der Basketballspielerin und Olympiateilnehmerin von 1984 Lynn Polson verheiratet, ihre beiden Söhne Dougie und Freddie waren als Eishockeyspieler international für Kanada aktiv.